# Mier
Mier è una municipalità dello stato di Tamaulipas, nel Messico settentrionale, il cui capoluogo è la località omonima.
Conta 4.762 abitanti (2010) e ha una estensione di 928,60 km².
Il paese deve il suo nome a Servando Teresa de Mier, frate ed eroe della guerra d'indipendenza del Messico.